# Koniew Bor
Koniew Bor (ros. Конев Бор) – przystanek kolejowy w miejscowości Koniew-Bor, w rejonie kołomieńskim, w obwodzie moskiewskim, w Rosji. Położony jest na linii Moskwa – Riazań.